# Cryptobatrachus nicefori
Cryptobatrachus nicefori är en groddjursart som beskrevs av Cochran och Goin 1970. Cryptobatrachus nicefori ingår i släktet Cryptobatrachus och familjen Hemiphractidae. IUCN kategoriserar arten globalt som akut hotad. Inga underarter finns listade i Catalogue of Life.